# Glenwood (Iowa)
Glenwood város az USA Iowa államában, Mills megyében, melynek megyeszékhelye is. Lakosainak száma 5073 fő (2020. április 1.).

## Népesség
A település népességének változása:
| Lakosok száma | 614  | 5358 | 5269 | 5073 |
|               | 1860 | 2000 | 2010 | 2020 |